# Liste des parcs ornithologiques dans le monde

## Afrique

### Mauritanie
- Parc national du Banc d'Arguin
- Parc national du Diawling

### Sénégal
- Parc national des oiseaux du Djoudj

### Afrique du Sud
- World of Birds à Hout Bay

## Amérique

### Argentine
- Laguna Nimez à El Calafate (Province de Santa Cruz)

### Canada
- Centre d'interprétation des battures et de réhabilitation, des oiseaux de Saint-Fulgence
- Chouette à voir! (Saint-Hyacinthe
- Le Nichoir (Hudson)
- Niagara Falls Aviary (ON)

### États-Unis d'Amérique
- Aransas National Wildlife Refuge (TX)
- Bentsen Rio Grande State Park (TX)
- Big Bend National Park (TX)
- Cape May (NJ)
- Falcon Dam (TX)
- High Island (TX)
- Laguna Atascosa National Wildlife Refuge (TX)
- Santa Ana National Wildlife Refuge (TX)
- National Aviary à Pittsburgh (PA)
- Parrot Jungle à Miami (FL)

### Costa Rica
- Zoo Ave à Alajuela

## Asie

### Singapour
- Jurong Bird Park à Singapour

### Malaisie
- Bird Park à Kuala Lumpur

## Europe

### France
- Parc du Marquenterre Réserve naturelle nationale de la baie de Somme
- Parc ornithologique de Pont-de-Gau
- Parc du Teich
- Terres d'oiseaux, réserve ornithologique sur l'estuaire de la Gironde
- Parc des oiseaux de Villars-les-Dombes
- Parc de Clères
- Réserve ornithologique naturelle de Cambounet-sur-le-Sor (Tarn)
- Domaine des oiseaux à Mazères en Ariège
- Jardin aux oiseaux d'Upie
- Jardin d'oiseaux tropicaux de La Londe les Maures
- Réserve naturelle des 7 îles au large de Perros-Guirec (Bretagne)
- Parc ornithologique de Bretagne à Bruz (Ille-et-Vilaine)

### Grande-Bretagne
- Réserve naturelle de Slimbridge du Wildfowl and Wetlands Trust
- Birdland à Bourton-on-the-Water
- Birdworld à Farnham
- Child Beale Park à Lower Basildon

### Allemagne
- Vogelpark à Walsrode

### Pays-Bas
- Avifauna à Alphen aan den Rijn
- NOP à Veldhoven

### Espagne
- Loro Parque à Tenerife